# Palaw
Palaw (birmano: ပုလောမြို့; siamés: ปะลอ) es una localidad de Birmania perteneciente a la región de Tanintharyi del sur del país. Dentro de la región, Palaw es la capital del municipio homónimo en el distrito de Myeik.
En 2014 tenía una población de 18 936 habitantes, en torno a la sexta parte de la población municipal.
Hasta el siglo XIX era un pequeño pueblo pesquero de unos dos mil habitantes, pero a partir de entonces se desarrolló como puerto marítimo de la minería de la zona. Actualmente su economía se basa en la pesca y el comercio.
Se ubica unos 50 km al norte de la capital distrital Myeik, sobre la carretera 8 que lleva a Mawlamyaing.